# 悠久の杜
『悠久の杜』（ゆうきゅうのもり）とは、元オフコースの松尾一彦が「世界遺産」をテーマにした曲を書くこととなり、その時思い浮かんだ自分の生まれ故郷、秋田県山本郡八森町の自然をイメージしながら書いた曲。「白神山地」は八森町をも包括する大自然で、世界遺産にも登録されている。松尾はこの曲を八森町へ贈呈している。

## 概要
2001年10月7日に「悠久の森　白神フェスティバル」というイベントが開催され、全国から募集された詩の中で神奈川県在住の森田文人の作品が大賞に選ばれる。この詩と曲が『悠久の森～My Home Town』となる。「しらいみちよ」と「八森中学校生徒」との合唱がCD化される。
2003年12月 - 2004年1月に、NHKの「みんなのうた」で放映される。
2004年8月29日の「第4回悠久の森 白神フェスティバル」では『悠久の杜』をKOKIAが歌った。